# Jürgen Ude
Jürgen Ude (* 1958 in Magdeburg) ist ein deutscher Ingenieur, Unternehmer und politischer Beamter. Seit Mai 2022 ist er Staatssekretär für Strukturwandel und Großansiedlungen in der Staatskanzlei des Landes Sachsen-Anhalt. Zuvor war er von Januar 2017 bis Mai 2022 Staatssekretär im Wirtschaftsministerium Sachsen-Anhalt.

## Leben
Nach seinem Abitur nahm Ude ein Studium 1980 der Werkstofftechnik an der Technischen Universität Magdeburg auf, welches er 1985 als Diplom-Ingenieur abschloss. In der Folge war er von 1985 bis 1991 wissenschaftlicher Mitarbeiter im Amt für Standardisierung, Messwesen und Warenprüfung Magdeburg, welches ab 1991 unter dem Namen Landesmaterialprüfamt Sachsen-Anhalt firmierte. 1991 promovierte er zum Dr.-Ing. und war anschließend bis 1997 als wissenschaftlicher Mitarbeiter am Institut für Werkstofftechnik und Werkstoffprüfung der Otto-von-Guericke-Universität Magdeburg tätig.
Nachdem er von 1998 bis 1999 Leiter Forschung und Entwicklung der Metallwerke Harzgerode war, wurde er 1999 Geschäftsführer der Gesellschaft für Wirtschaftsförderung und Innovation Harzgerode. Diesen Posten hatte er bis Ende 2016 inne. Zugleich war er Vorstandsvorsitzender des Sachsen-Anhalt Automotive e. V. und Clustersprecher MAHREG Automotive (1999–2016), Geschäftsführer der Innovations- und Gründerzentrum Magdeburg GmbH (2008–2016) sowie Vizepräsident der Industrie- und Handelskammer Magdeburg (ebenfalls 2008–2016).
Zum 1. Januar 2017 wurde Jürgen Ude von Minister Armin Willingmann zum Staatssekretär im Ministerium für Wirtschaft, Wissenschaft und Digitalisierung des Landes Sachsen-Anhalt berufen. Grund für diese Umbildung des Kabinetts Haseloff II war die Berufung von Willingmann zum Minister als Nachfolger von Jörg Felgner. Amtschef des Ministeriums blieb Thomas Wünsch. Von September 2021 bis Mai 2022 war er auch unter Minister Sven Schulze weiterhin Staatssekretär im nun umgebildeten Ministerium für Wirtschaft, Tourismus, Landwirtschaft und Forsten. Im Mai 2022 wechselte er als Staatssekretär für Strukturwandel und Großansiedlungen in die Staatskanzlei des Landes Sachsen-Anhalt. Im Wirtschaftsministerium folgte ihm Stefanie Pötzsch nach.
Ude ist verheiratet und Vater von zwei Kindern. Er ist Mitglied des Vereins Deutscher Ingenieure (VDI).